# Aeverrillia setigera
Aeverrillia setigera är en mossdjursart som först beskrevs av Walter Douglas Hincks 1887.  Aeverrillia setigera ingår i släktet Aeverrillia och familjen Aeverrilliidae. Inga underarter finns listade i Catalogue of Life.